# Ulrich Bremi

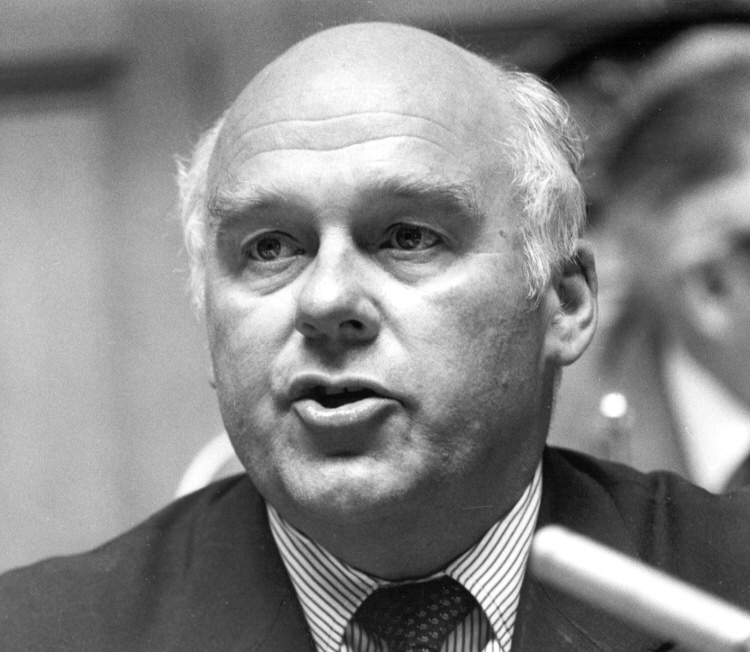
Ulrich Bremi (1991)

Ulrich Bremi (* 6. November 1929 in Zürich; † 17. Juni 2021 in Zollikon; heimatberechtigt in Zollikon und Zürich) war ein Schweizer Unternehmer und Politiker (FDP). Er war 1990/91 Präsident des Nationalrates.

## Biografie
Nach der Ausbildung an der Metallarbeiterschule in Winterthur und an der Eidgenössischen Technischen Hochschule Zürich sammelte Ulrich Bremi von 1955 bis 1961 erste Berufserfahrungen bei der Firestone AG in Pratteln. Von 1962 bis 1990 leitete er die Bauer Kaba Gruppe, ab 1968 als Delegierter des Verwaltungsrates. Von 1990 bis 1998 war er Präsident des Verwaltungsrates der Georg Fischer AG in Schaffhausen und von 1992 bis 2000 der Schweizerischen Rückversicherungs-Gesellschaft in Zürich. Von 1991 bis 2000 war er Präsident des Verwaltungsrats der Flughafen-Immobilien-Gesellschaft in Kloten und von 1988 bis 1999 Präsident des Verwaltungsrats der Neuen Zürcher Zeitung (NZZ). Von 2005 bis 2008 amtierte er als Präsident der ETH Zürich Foundation. Er war Verwaltungsrat weiterer grosser Gesellschaften, unter anderem der Schweizerischen Kreditanstalt, der CS Group und der Elektrowatt. In der Schweizer Armee diente er zuletzt als Oberstleutnant.
Bremi lebte in Zollikon. Er war von 1964 bis zu ihrem Tod 2018 mit Anja Bremi-Forrer (* 1935) verheiratet. Aus der Ehe gingen zwei Töchter hervor. In Zollikon war Ulrich Bremi, genannt Brums, viele Jahre Mitglied bei der Pfadfinderabteilung «Morgestärn». 1953 war er Abteilungsleiter.

## Politik
Von 1963 bis 1975 gehörte Bremi dem Zürcher Kantonsrat an, von 1969 bis 1973 als Präsident der FDP-Fraktion. In der Amtsperiode 1973/74 war er Kantonsratspräsident.
Bei den Schweizer Parlamentswahlen 1975 wurde Bremi in den Nationalrat gewählt, er war dort von 1986 bis 1989 Präsident der Freisinnig-Demokratischen Fraktion in der Bundesversammlung. Während seines letzten Amtsjahres 1990/91 amtierte er als Nationalratspräsident.
Für die NZZ verkörperte Bremi den «alten Zürcher Wirtschaftsfreisinn», die für den Kanton charakteristische enge Verbindung des Unternehmertums mit der lange Zeit politisch tonangebenden FDP, sowie das Schweizer Milizsystem. Seine Rolle als Verwaltungsratspräsident der NZZ und FDP-Politiker beschreibt der ehemalige NZZ-Redaktor Friedemann Bartu als personifizierte Symbiose von Zeitung und Partei. Bremi vertrat wirtschaftsliberale, aber nicht libertäre Positionen.

## Ehrungen
- Die Universität St. Gallen ehrte Bremi im Jahr 2000 als Ehrensenator der HSG.
- Die ETH Zürich ernannte ihn 2008 für seine Förderung von Lehre und Forschung zum Ehrenrat.[7]